# حصن حديد (قارة)

تعديل مصدري - تعديل

حصن حديد هي إحدى قرى عزلة قارة بمديرية قارة التابعة لمحافظة حجة، بلغ تعداد سكانها 56 نسمة حسب تعداد اليمن لعام 2004.